# Елбльонгска епархия
Елбльонгската епархия (на полски: Diecezja elbląska; на латински: Dioecesis Elbingensis) е административно-териториална единица на католическата църква в Полша, западен обред. Суфраганна епископия на Варминската митрополия. Установена е на 25 март 1992 година с булата „Totus Tuus Poloniae Populus“ на папа Йоан-Павел II. Заема площ от 9 495 км2 и има 430 000 верни. Седалище на епископа е град Елбльонг.

## Деканати
В състава на епархията влизат двадесет деканата.
| - Деканат „Джежгон“ - Деканат „Елбльонг – Полудне“ - Деканат „Елбльонг – Пулноц“ - Деканат „Елбльонг – Шрудмешче“ - Деканат „Илава – Всхуд“ - Деканат „Илава – Захуд“ - Деканат „Квидзин – Затоже“ | - Деканат „Квидзин – Шрудмешче“ - Деканат „Криница Морска“ - Деканат „Малборк I“ - Деканат „Малборк II“ - Деканат „Миломлин“ - Деканат „Моронг“ - Деканат „Нови Двур Гдански“ | - Деканат „Нови Став“ - Деканат „Пасленк I“ - Деканат „Пасленк II“ - Деканат „Прабути“ - Деканат „Суш“ - Деканат „Щум“ |